# Mount Burstall
Mount Burstall är ett berg i Australien. Det ligger i regionen Cloncurry och delstaten Queensland, omkring 1 500 kilometer nordväst om delstatshuvudstaden Brisbane. Toppen på Mount Burstall är 536 meter över havet, eller 59 meter över den omgivande terrängen. Bredden vid basen är 1,7 km.
Trakten runt Mount Burstall är nära nog obefolkad, med mindre än två invånare per kvadratkilometer.. Det finns inga samhällen i närheten.
Omgivningarna runt Mount Burstall är i huvudsak ett öppet busklandskap. Genomsnittlig årsnederbörd är 443 millimeter. Den regnigaste månaden är februari, med i genomsnitt 137 mm nederbörd, och den torraste är augusti, med 1 mm nederbörd.